# Krummhälserarbeit
Krummhälserarbeit (auch: Krummhälser Arbeit; mitunter falsch als Krummhölzer Arbeit bezeichnet) war die Bezeichnung für eine Variante des Strebbaus als bergmännisches Abbauverfahren, bei denen sich die Bergleute bedingt durch die harte Arbeit bei sehr großer Enge im Streb dauerhafte Verformungen an der Wirbelsäule zuzogen, sie waren zeit ihres Lebens an den "krummen Hälsen" zu erkennen.
Krummhälserarbeit war in Europa bis in das 18. Jahrhundert weit verbreitet im Bergbau auf Kupferschiefer und Kupferletten, hier insbesondere im Mansfelder Land, im Spessart, Wetterau und Harz. In diesen Regionen waren die Kupfer-Lagerstätten meist als flache Flöze von häufig nur 30 bis 60 cm Höhe ausgebildet. Die Abbauorte waren dementsprechend nicht viel höher, so dass Erwachsene in diesen sehr flachen und tiefen Bauten nicht arbeiten konnten. Deswegen wurden für Krummhälserarbeit ausschließlich Jungen im Alter von 14 bis 17 Jahren eingesetzt,  bevorzugt mit zierlichem Körperbau. 
Die Arbeit fand häufig im Liegen statt, auf der linken Seite auf einem schmalen Brett liegend. Mit einer Keilhaue wurden die Erze durch Schrämarbeit hereingewonnen und in einen Trog gefüllt. War dieser voll, robbten die Jugendlichen zur nächsten Fahrstrecke, dort wurde der Trog entleert und es ging kriechend wieder zurück in den Streb. Die stundenlange liegende Arbeit mit angehobenem Kopf führte nach Monaten zu irreparablen Schäden an der Wirbelsäule. Die charakteristischen krummen Hälse entstanden.